# غرومان إف2إف
غرومان إف2إف (بالإنجليزية: Grumman F2F)‏ هي طائرة مقاتلة ذات سطحين وبمحرك واحد، أنتجت في 1934 بالولايات المتحدة. من صناعة غرومان. كانت تستخدم بشكل أساسي من قبل بحرية الولايات المتحدة بين عامي 1936 و 1940. كان أول طيران لها في 18 أكتوبر 1933. دخلت الخدمة في 1935، انتهت خدمتها في 1940. صنع منها 55 طائرة، وسعر الطائرة الواحدة منها هو 12000 دولار.